# Sumer is icumen in

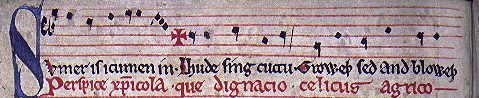
Första raden i 1200-talsmanuskriptet Harley 978

Sumer is icumen in ("sommaren har anlänt"), även känd som Summer canon och Cuckoo song, är en engelsk sång från mitten av 1200-talet. Den är en kanon med text på medelengelsk wessexdialekt. Texten välkomnar sommarhalvåret, den välmående växtligheten och djurens fruktbarhet. Det är den äldsta kända sången skriven för sex stämmor och den äldsta bevarade rotan, en specifik typ av sekulär kanon.
På manuskriptet Harley 978 står namnet "W. de. Wint", vilket har tolkats som att sången kan ha skrivits av någon av de samtida munkarna W. of Wycombe och William of Winchester. Sången har en framstående plats i den engelska kulturen och musikhistorien.